# Coppa panamericana maschile under 23 di pallavolo 2025
La Coppa panamericana maschile under 23 di pallavolo 2025, 8ª edizione dell'omonima competizione maschile di pallavolo, si è svolta dal 29 luglio al 3 agosto 2025 a Città del Guatemala, in Guatemala: al torneo hanno partecipato otto squadre nazionali under 23 nordamericane e sudamericane e la vittoria finale è andata per la prima volta alla Rep. Dominicana.

## Impianti
|                                                                              |  |  |
|                                                                              |  |  |
| Domo Polideportivo Città: Città del Guatemala Capienza: ? Anno d'apertura: ? |  |  |

## Regolamento

### Formula
Le squadre hanno disputato una prima fase a gironi con formula del girone all'italiana; al termine della prima fase:
- Le prime tre classificate di ogni girone hanno acceduto alla fase finale per il primo posto, strutturata in quarti di finale, a cui hanno partecipato solo le seconde e le terze classificate, semifinali, finale per il terzo posto e finale.
- Le quarte classificate di ogni girone e le due eliminate ai quarti di finale della fase finale per il primo posto hanno acceduto alla fase finale per il quinto posto, strutturata in semifinali, finale per il settimo posto e finale per il quinto posto.

### Criteri di classifica
Se il risultato finale è stato di 3-0 sono stati assegnati 5 punti alla squadra vincente e 0 a quella sconfitta, se il risultato finale è stato di 3-1 sono stati assegnati 4 punti alla squadra vincente e 1 a quella sconfitta, se il risultato finale è stato di 3-2 sono stati assegnati 3 punti alla squadra vincente e 2 a quella sconfitta.
L'ordine del posizionamento in classifica è stato definito in base a:
- Numero di partite vinte;
- Punti;
- Ratio dei set vinti/persi;
- Ratio dei punti realizzati/subiti;
- Risultati degli scontri diretti.

## Squadre partecipanti
| Squadra         | Qualificazione      | Ultima partecipazione |
| --------------- | ------------------- | --------------------- |
| Belize          | -                   | Debutto               |
| Costa Rica      | -                   | Suriname 2024         |
| Guatemala       | Paese organizzatore | Suriname 2024         |
| Messico         | -                   | Suriname 2024         |
| Rep. Dominicana | -                   | Suriname 2024         |
| Stati Uniti     | -                   | Debutto               |
| Suriname        | -                   | Suriname 2024         |
| Venezuela       | -                   | Debutto               |

## Torneo

### Fase a gironi
| Girone A   | Girone B        |
| ---------- | --------------- |
| Costa Rica | Belize          |
| Guatemala  | Messico         |
| Suriname   | Rep. Dominicana |
| Venezuela  | Stati Uniti     |

#### Girone A

##### Risultati
| 29 luglio 2025 Domo Polideportivo, Città del Guatemala Durata: 1h:43 - Spettatori: 300   | Costa Rica | 1 - 3 | Venezuela  | 25-21, 19-25, 16-25, 11-25       |
| 29 luglio 2025 Domo Polideportivo, Città del Guatemala Durata: 1h:22 - Spettatori: 1 000 | Guatemala  | 3 - 0 | Suriname   | 25-22, 25-16, 25-19              |
| 30 luglio 2025 Domo Polideportivo, Città del Guatemala Durata: 1h:15 - Spettatori: 250   | Suriname   | 0 - 3 | Venezuela  | 15-25, 17-25, 20-25              |
| 30 luglio 2025 Domo Polideportivo, Città del Guatemala Durata: 1h:51 - Spettatori: 1 000 | Guatemala  | 3 - 1 | Costa Rica | 19-25, 25-17, 25-18, 25-20       |
| 31 luglio 2025 Domo Polideportivo, Città del Guatemala Durata: 2h:03 - Spettatori: 500   | Suriname   | 1 - 3 | Costa Rica | 18-25, 25-23, 22-25, 20-25       |
| 31 luglio 2025 Domo Polideportivo, Città del Guatemala Durata: 2h:12 - Spettatori: 1 000 | Guatemala  | 2 - 3 | Venezuela  | 20-25, 25-23, 21-25, 27-25, 6-15 |

##### Classifica
| Pos. | Squadra    | Pt | G | V | P | SV | SP | Ratio | PF  | PS  | Ratio |
| ---- | ---------- | -- | - | - | - | -- | -- | ----- | --- | --- | ----- |
| 1    | Venezuela  | 12 | 3 | 3 | 0 | 9  | 3  | 3,000 | 284 | 222 | 1,279 |
| 2    | Guatemala  | 11 | 3 | 2 | 1 | 8  | 4  | 2,000 | 268 | 250 | 1,072 |
| 3    | Costa Rica | 6  | 3 | 1 | 2 | 5  | 7  | 0,714 | 249 | 275 | 0,905 |
| 4    | Suriname   | 1  | 3 | 0 | 3 | 1  | 9  | 0,111 | 194 | 248 | 0,782 |

      Qualificata alle semifinali per il primo posto.
      Qualificata ai quarti di finale per il primo posto.
      Qualificata alle semifinali per il quinto posto.

#### Girone B

##### Risultati
| 29 luglio 2025 Domo Polideportivo, Città del Guatemala Durata: 1h:59 - Spettatori: 100 | Messico         | 3 - 1 | Belize          | 29-31, 25-21, 25-21, 25-22        |
| 29 luglio 2025 Domo Polideportivo, Città del Guatemala Durata: 1h:55 - Spettatori: 200 | Rep. Dominicana | 3 - 1 | Stati Uniti     | 23-25, 26-24, 31-29, 25-16        |
| 30 luglio 2025 Domo Polideportivo, Città del Guatemala Durata: 1h:22 - Spettatori: 100 | Rep. Dominicana | 3 - 0 | Belize          | 25-22, 25-16, 25-23               |
| 30 luglio 2025 Domo Polideportivo, Città del Guatemala Durata: 2h:13 - Spettatori: 200 | Messico         | 1 - 3 | Stati Uniti     | 23-25, 18-25, 27-25, 23-25        |
| 31 luglio 2025 Domo Polideportivo, Città del Guatemala Durata: 2h:17 - Spettatori: 100 | Messico         | 2 - 3 | Rep. Dominicana | 22-25, 25-23, 25-27, 25-22, 12-15 |
| 31 luglio 2025 Domo Polideportivo, Città del Guatemala Durata: 1h:32 - Spettatori: 200 | Stati Uniti     | 3 - 0 | Belize          | 26-24, 25-16, 25-13               |

##### Classifica
| Pos. | Squadra         | Pt | G | V | P | SV | SP | Ratio | PF  | PS  | Ratio |
| ---- | --------------- | -- | - | - | - | -- | -- | ----- | --- | --- | ----- |
| 1    | Rep. Dominicana | 12 | 3 | 3 | 0 | 9  | 3  | 3,000 | 292 | 264 | 1,106 |
| 2    | Stati Uniti     | 10 | 3 | 2 | 1 | 7  | 4  | 1,750 | 270 | 249 | 1,084 |
| 3    | Messico         | 7  | 3 | 1 | 2 | 6  | 7  | 0,857 | 304 | 307 | 0,990 |
| 4    | Belize          | 1  | 3 | 0 | 3 | 1  | 9  | 0,111 | 209 | 255 | 0,819 |

      Qualificata alle semifinali per il primo posto.
      Qualificata ai quarti di finale per il primo posto.
      Qualificata alle semifinali per il quinto posto.

### Fase finale
|  | Quarti | Quarti      | Quarti |  |  | Semifinali | Semifinali      | Semifinali |  |                 | Finale          | Finale          | Finale |
|  |        |             |        |  |  |            |                 |            |  |                 |                 |                 |        |
|  |        |             |        |  |  | 1A         | Venezuela       | 0          |  |                 |                 |                 |        |
|  |        |             |        |  |  | 1A         | Venezuela       | 0          |  |                 |                 |                 |        |
|  |        |             |        |  |  | 2B         | Stati Uniti     | 3          |  |                 |                 |                 |        |
|  | 2B     | Stati Uniti | 3      |  |  | 2B         | Stati Uniti     | 3          |  |                 |                 |                 |        |
|  | 2B     | Stati Uniti | 3      |  |  |            |                 |            |  |                 |                 |                 |        |
|  | 3A     | Costa Rica  | 0      |  |  |            |                 |            |  |                 |                 |                 |        |
|  | 3A     | Costa Rica  | 0      |  |  |            |                 |            |  | 2B              | Stati Uniti     | 2               |        |
|  |        |             |        |  |  |            |                 |            |  | 2B              | Stati Uniti     | 2               |        |
|  |        |             |        |  |  |            |                 |            |  |                 | 1B              | Rep. Dominicana | 3      |
|  |        |             |        |  |  |            |                 |            |  |                 | 1B              | Rep. Dominicana | 3      |
|  |        |             |        |  |  |            |                 |            |  |                 |                 |                 |        |
|  |        |             |        |  |  |            |                 |            |  |                 |                 |                 |        |
|  |        |             |        |  |  | 1B         | Rep. Dominicana | 3          |  | Finale 3° posto | Finale 3° posto | Finale 3° posto |        |
|  |        |             |        |  |  | 1B         | Rep. Dominicana | 3          |  |                 |                 |                 |        |
|  |        |             |        |  |  | 3B         | Messico         | 1          |  |                 | 1A              | Venezuela       | 3      |
|  | 2A     | Guatemala   | 0      |  |  |            | Messico         | 1          |  |                 | 1A              | Venezuela       | 3      |
|  | 2A     | Guatemala   | 0      |  |  |            |                 |            |  | 3B              | Messico         | 0               |        |
|  | 3B     | Messico     | 3      |  |  |            |                 |            |  |                 | Messico         | 0               |        |
|  | 3B     | Messico     | 3      |  |  |            |                 |            |  |                 |                 |                 |        |

#### Quarti di finale
| 1º agosto 2025 Domo Polideportivo, Città del Guatemala Durata: 1h:17 - Spettatori: 1 000 | Guatemala   | 0 - 3 | Messico    | 16-25, 18-25, 20-25 |
| 1º agosto 2025 Domo Polideportivo, Città del Guatemala Durata: 1h:10 - Spettatori: 200   | Stati Uniti | 3 - 0 | Costa Rica | 25-14, 25-13, 25-19 |

#### Semifinali
| 2 agosto 2025 Domo Polideportivo, Città del Guatemala Durata: 1h:15 - Spettatori: 500 | Venezuela       | 0 - 3 | Stati Uniti | 20-25, 20-25, 17-25        |
| 2 agosto 2025 Domo Polideportivo, Città del Guatemala Durata: 2h:06 - Spettatori: 750 | Rep. Dominicana | 3 - 1 | Messico     | 25-21, 23-25, 25-21, 25-20 |

#### Finale 3º posto
| 3 agosto 2025 Domo Polideportivo, Città del Guatemala Durata: 1h:14 - Spettatori: 850 | Venezuela | 3 - 0 | Messico | 25-23, 25-21, 25-22 |

#### Finale
| 3 agosto 2025 Domo Polideportivo, Città del Guatemala Durata: 2h:12 - Spettatori: 1 000 | Stati Uniti | 2 - 3 | Rep. Dominicana | 23-25, 25-21, 25-23, 19-25, 14-16 |

### Finale 5º e 7º posto
|  | Semifinali | Semifinali | Semifinali |           |    | Finale 5º posto | Finale 5º posto | Finale 5º posto |  |
|  |            |            |            |           |    |                 |                 |                 |  |
|  | 3A         | Costa Rica | 3          |           |    |                 |                 |                 |  |
|  | 3A         | Costa Rica | 3          |           |    |                 |                 |                 |  |
|  | 4B         | Belize     | 2          |           |    |                 |                 |                 |  |
|  | 4B         | Belize     | 2          |           | 3A | Costa Rica      | 0               |                 |  |
|  |            |            |            |           | 3A | Costa Rica      | 0               |                 |  |
|  |            |            | 2A         | Guatemala | 3  |                 |                 |                 |  |
|  | 2A         | Guatemala  | 2A         | Guatemala | 3  | 3               |                 |                 |  |
|  | 2A         | Guatemala  |            |           |    | 3               |                 |                 |  |
|  | 4A         | Suriname   | 0          |           |    | Finale 7º posto | Finale 7º posto | Finale 7º posto |  |
|  | 4A         | Suriname   | 0          |           |    |                 |                 |                 |  |
|  |            |            |            |           |    |                 |                 |                 |  |
|  |            |            |            |           |    | 4B              | Belize          | 3               |  |
|  |            |            |            |           |    | 4B              | Belize          | 3               |  |
|  |            |            |            |           |    | 4A              | Suriname        | 2               |  |

#### Semifinali
| 2 agosto 2025 Domo Polideportivo, Città del Guatemala Durata: 1h:20 - Spettatori: 300 | Suriname | 0 - 3 | Guatemala  | 23-25, 20-25, 17-25               |
| 2 agosto 2025 Domo Polideportivo, Città del Guatemala Durata: 2h:10 - Spettatori: 100 | Belize   | 2 - 3 | Costa Rica | 25-23, 21-25, 22-25, 25-16, 10-15 |

#### Finale 7º posto
| 3 agosto 2025 Domo Polideportivo, Città del Guatemala Durata: 1h:51 - Spettatori: 200 | Suriname | 2 - 3 | Belize | 25-16, 14-25, 25-27, 25-22, 8-15 |

#### Finale 5º posto
| 3 agosto 2025 Domo Polideportivo, Città del Guatemala Durata: 1h:20 - Spettatori: 300 | Guatemala | 3 - 0 | Costa Rica | 26-24, 25-22, 25-14 |

## Classifica finale
| Pos     | Squadra         | Rosa |
| ------- | --------------- | --- |
| Oro     | Rep. Dominicana | Formazione: 3 de Jesús, 6 Figueroa, 7 Andújar, 8 Jiménez, 9 E. Ortiz, 10 Molina, 11 Tolentino, 12 Gómez, 14 Ramírez, 15 Rosario, 18 M. Ortiz, 22 Sención, CT: Mañón |
| Argento | Stati Uniti     | Formazione: 1 Merk, 4 Flayter, 5 Thorne, 6 Barnett, 8 Phillips, 9 McElligott, 14 Meyer, 18 Rogers, 19 Bruening, 21 Smith, 22 Rose, 25 Snoey, CT: Sanlin             |
| Bronzo  | Venezuela       | Formazione: 1 Pérez, 2 Matute, 3 R. Bello, 5 Galeno, 6 Beroes, 7 Ghouas, 8 Graterol, 9 Reyes, 10 Berrios, 11 C. Bello, 12 Francisco, 15 López, CT: Capuzzi          |
| 4       | Messico         | Formazione: 1 Alvarado, 2 Hernández, 11 Navarro, 13 García, 14 Ruiz, 15 Cravioto, 16 Aldaco, 18 Toy, 26 Adame, 27 Vasquez, 29 Martínez, 33 Maldonado, CT: Soares    |
| 5       | Guatemala       | Formazione: 1 Pérez, 2 Orellana, 3 Rivas, 5 González, 6 Samayoa, 10 Durán, 12 Álvarez, 13 Zuñiga, 16 Mendizabal, 19 Carmona, 21 Caballeros, 22 Hernández, CT: Lucas |
| 6       | Costa Rica      | Formazione: 1 McDonald, 5 Jones, 7 Vásquez, 10 Vanega, 12 Obando, 14 Calderón, 17 Chacón, 18 Arias, 20 Rodríguez, 21 Morales, 24 Delgado, 25 Marín, CT: Salas       |
| 7       | Belize          | Formazione: 3 Richardson, 5 Sutherland, 7 Godoy, 12 Mejía, 13 Ingram, 16 Usher, 17 Butler, 18 Musa, 20 Thiessen, 22 Smith, 24 Krish, 25 Garbutt, CT: Humes          |
| 8       | Suriname        | Formazione: 1 Benschop, 2 Jameson, 5 Ritfeld, 6 Lobo, 10 Meijer, 11 Linger, 12 Black, 13 Wijngaarde, 14 Debisarun, 17 Sandel, 18 Anakaba, 24 Bijeren, CT: Orta      |

## Premi individuali
| Premio                | Nome             | Squadra         |
| --------------------- | ---------------- | --------------- |
| MVP                   | Luke Harrison    | Rep. Dominicana |
| Miglior realizzatore  | Adrián Figueroa  | Rep. Dominicana |
| Miglior servizio      | Melvin de Jesús  | Rep. Dominicana |
| Miglior difesa        | Roberto Benschop | Suriname        |
| Miglior ricevitore    | Oswaldo Chacón   | Costa Rica      |
| Miglior palleggiatore | Nathan Flayter   | Stati Uniti     |
| Miglior opposto       | Adrián Figueroa  | Rep. Dominicana |
| Miglior schiacciatore | Carlos Beroes    | Venezuela       |
| Miglior schiacciatore | Elezar Mejía     | Belize          |
| Miglior centrale      | Cameron Thorne   | Stati Uniti     |
| Miglior centrale      | Moisés Ortiz     | Rep. Dominicana |
| Miglior libero        | Roberto Benschop | Suriname        |

## Statistiche
| Rendimento individuale | Rendimento individuale | Rendimento individuale | Rendimento individuale |
| Pos.                   | Nome                   | Punti                  | Squadra                |
| ---------------------- | ---------------------- | ---------------------- | ---------------------- |
| 1                      | Adrián Figueroa        | 125                    | Rep. Dominicana        |
| 2                      | Kaelen Ingram          | 98                     | Belize                 |
| 3                      | Dowshel Mc Donald      | 90                     | Costa Rica             |
| 4                      | Ignacio Morales        | 85                     | Costa Rica             |
| 5                      | José Pérez             | 80                     | Guatemala              |

| Attacchi vincenti | Attacchi vincenti | Attacchi vincenti | Attacchi vincenti |
| Pos.              | Nome              | Punti             | Squadra           |
| ----------------- | ----------------- | ----------------- | ----------------- |
| 1                 | Adrián Figueroa   | 111               | Rep. Dominicana   |
| 2                 | Kaelen Ingram     | 92                | Belize            |
| 3                 | Dowshel Mc Donald | 77                | Costa Rica        |
| 4                 | Ignacio Morales   | 76                | Costa Rica        |
| 5                 | José Pérez        | 71                | Guatemala         |

| Muri vincenti | Muri vincenti        | Muri vincenti | Muri vincenti   |
| Pos.          | Nome                 | Punti         | Squadra         |
| ------------- | -------------------- | ------------- | --------------- |
| 1             | Cameron Thorne       | 21            | Stati Uniti     |
| 2             | Moises Ortiz         | 19            | Rep. Dominicana |
| 3             | Mark Smith           | 16            | Stati Uniti     |
| 4             | Revelino Sandel      | 14            | Suriname        |
| 5             | Juan Salvador García | 12            | Messico         |
| 5             | Hakeem Ghoues        | 12            | Venezuela       |

| Battute vincenti | Battute vincenti  | Battute vincenti | Battute vincenti |
| Pos.             | Nome              | Punti            | Squadra          |
| ---------------- | ----------------- | ---------------- | ---------------- |
| 1                | Dowshel Mc Donald | 6                | Costa Rica       |
| 1                | Ronny Molina      | 6                | Rep. Dominicana  |
| 1                | Melvin de Jesús   | 6                | Rep. Dominicana  |
| 4                | Nathan Flayter    | 5                | Stati Uniti      |
| 4                | Ryan Barnett      | 5                | Stati Uniti      |
| 4                | Nixon Reyes       | 5                | Venezuela        |